# ポロネーズ (ベートーヴェン)
ポロネーズ ハ長調 作品89は、ルートヴィヒ・ヴァン・ベートーヴェンが作曲したピアノ曲。

## 概要
1814年12月に作曲され、ウィーン会議に出席していたロシア皇后エリザヴェータ・アレクセーエヴナへ献呈された。これは作曲者の友人であったアンドレアス・ベルトリーニの発案によるものであり、ベートーヴェンには献呈への見返りとして皇后から50ドゥカートが贈られている。皇后はさらに夫のアレクサンドル1世へ献呈された3曲のヴァイオリンソナタ（第6番、第7番、第8番）への返礼として100ドゥカートを支払っており、これらはベートーヴェンが献呈により金銭的利益を得た唯一の作品となった。
当時のベートーヴェンは名士として社会的成功を手にする一方、創作活動では深刻なスランプに陥っていた。生み出される作品には第一級とは呼び難いものが散見される状態であり、この作品においても舞踏的・民俗的要素を持つポロネーズという素材を満足に活かしきれているとはいえない。初版譜は1815年3月に出版された。

## 演奏時間
約6分。

## 楽曲構成
アラ・ポラッカ、ヴィヴァーチェ、3/4拍子、ハ長調。ロンド形式に近い形式を取る。冒頭、ハ長調の主和音の強打に続き、カデンツァ風の序奏が繰り広げられる。落ち着くと譜例のポロネーズ主題が登場する。
第1のエピソードはオクターヴの上昇音階で構成される。ポロネーズ主題が回帰し、続いてハ短調、変イ長調と新しい素材と示しつつ転調を繰り返しイ長調に至る。イ長調でポロネーズ主題が顔をのぞかせるが、すぐさま半音階的推移を経てハ長調へと戻る。コーダはポロネーズ主題を用いて進められ、カデンツァ様のパッセージが現れる。その後は1度落ち着いてから次第に勢いを加え、三重トリルが奏でられるとポロネーズのテンポに戻って明るく閉じられる。